# Mostonnetje
Het mostonnetje (Pupilla muscorum) is een slakkensoort uit de familie van de Pupillidae. De wetenschappelijke naam van de soort werd in 1758 voor het eerst geldig gepubliceerd door Carl Linnaeus.

## Kenmerken
De slakkenhuisjes zijn vrij klein met een hoogte van 3 tot 4 mm en een diameter van 1,65 tot 1,75 mm. Het is cilindrisch met een afgeronde top. De vijf tot zeven windingen zijn licht gebogen aan de omtrek, de hechtdraad is relatief ondiep. De laatste winding is vaak iets lager dan de voorlaatste winding. Op droge en zeer kalkrijke bodems zijn mostonnetjes in sommige gebieden gecorreleerd met kleinere, dikkere en zwaarder getande schelpen. Het huisje varieert enigszins in lengte-breedteverhouding en in de kromming van de windingen.
De mond is afgerond met een verdikte maar licht omgevouwen mondrand. Er wordt een sterke, witachtige, damvormige halsuitstulping gevormd, die van de mond wordt gescheiden door een kanaalvormige verdieping. De mond is af en toe edentate, maar een kleine, eeltige pariëtale tand is vaak aanwezig. In meer getande exemplaren zijn maximaal drie tanden aanwezig, naast de (meestal aanwezige) pariëtale tand, een columellaire en een lagere palatinale tand. De schaal is relatief dik en enigszins doorschijnend. De buitenkant van de schelp is bijna glad of slechts zeer fijn en onregelmatig gestreept, niet glanzend en bruin tot roodbruin gekleurd. Bij volwassen exemplaren is de schelp vaak licht verweerd en daardoor grijswit.
Het dier is klein, het zachte lichaam is donker van kleur met iets lichtere zijkanten en voeten. De bovenste tentakels zijn matig lang, de onderste tentakels vrij kort.

### Vergelijkbare soorten
Het mostonnetje kan verward worden met het genaveld tonnetje (Lauria cylindracea) die echter een lamel aan de bovenkant van de mond heeft en met de tandeloze en ruwe korfslak (Columella aspera) die echter geen verdikte mondrand hebben. In Limburg kan deze soort ook verward worden met de vaatjesslak (Sphyradium doliolum).

## Verspreiding en leefgebied
Het verspreidingsgebied van de mostonnetje is holarctisch en is te vinden in het grootste deel van Europa (met uitzondering van het uiterste noorden). Er is ook bewijs uit Noordwest-Afrika. In 2009 werd de soort ook gevonden in het noorden van Pakistan. In Nederland komt deze soort algemeen voor in de duinstreek, maar is schaarser in het binnenland. 
De dieren vestigen zich bij voorkeur op kalkrijke ondergrond, maar ook op basaltachtige ondergrond, op droge plekken zoals droog grasland, droge stenen muren en keisteenvelden. Het wordt ook gevonden in droge kustduinen. In de Alpen stijgt hij tot 2400 meter boven de zeespiegel, in Bulgarije tot 1200 meter. In het noorden van Pakistan is hij gevonden op hoogten tot 2550 meter boven de zeespiegel. Ze leven daar vaak in grote aantallen in de modder onder het bladafval, onder dode planten, in het mos of tussen de wortels van de planten die daar groeien.

## Levenswijze
De dieren zijn eierlevendbarend (ovovivipaar) en dragen het hele jaar door eieren en embryo's. Gedurende deze tijd bevat de spermoviduct één tot acht embryo's (gemiddeld: 2 tot 6), zeer zelden tot 10 embryo's. De embryo's bevinden zich meestal in verschillende ontwikkelingsstadia, waarbij de embryo's in het onderste deel van de spermoviduct het meest ontwikkeld zijn. Zeer zelden bevinden de embryo's zich in hetzelfde ontwikkelingsstadium, maar alleen als er enkele embryo's zijn (1 tot 2, zelden 3). Als er drie of meer embryo's in de spermoviduct waren, waren de embryo's bijna altijd in verschillende stadia van ontwikkeling. In Polen was de belangrijkste periode waarin de volledig ontwikkelde embryo's werden vrijgelaten van juni tot augustus, in Frankrijk van juli tot september. Seksuele volwassenheid wordt waarschijnlijk pas in het tweede of derde jaar bereikt. Waarschijnlijk sterven de dieren na de broedperiode. Zodra de dieren eieren en embryo's dragen, stoppen ze met copuleren en worden de mannelijke kanalen gereduceerd tot draadachtige structuren.
De dieren eten voornamelijk verdorde, rottende bladeren, dat willen zeggen dood plantaardig materiaal, slechts zelden worden groene bladeren gegeten.